# 大亞美尼亞

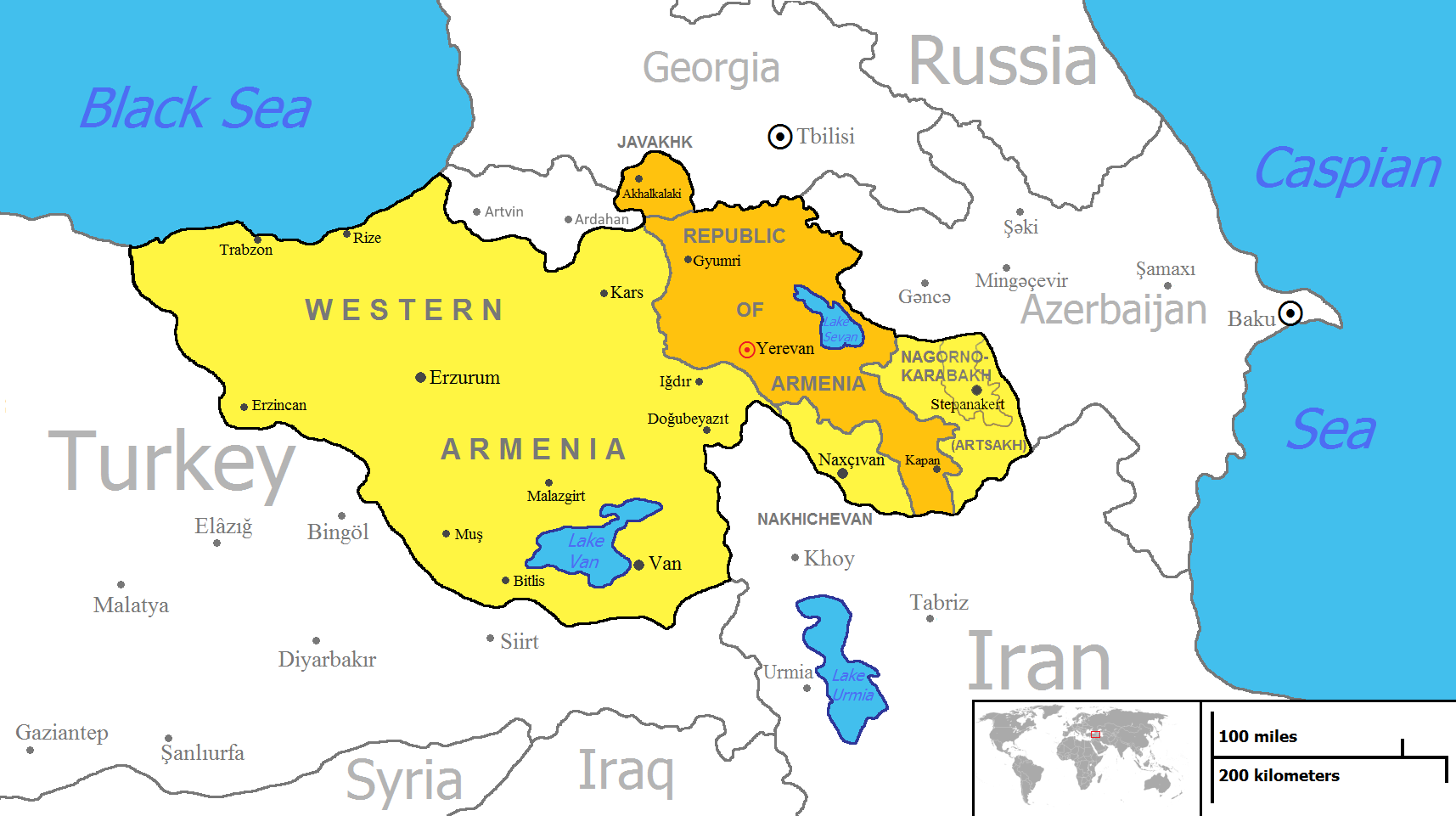
大亞美尼亞範圍圖，橙色部分是亞美尼亞人佔多數地區

大亞美尼亞（西，羅馬化：Miats'eal Hayastan）是亞美尼亞的一種民族統一主義思想，旨在收復亞美尼亞在歷史上的領土。鼓吹這一概念的主要是亞美尼亞的一些民族主義組織。需要一提的是，這裡的大亞美尼亞是指政治概念，和歷史上的「大亞美尼亞」并不一致。大亞美尼亞通常包括纳戈爾诺-卡拉巴赫及西亞美尼亞（土耳其東部）、阿塞拜疆西北部、阿塞拜疆的納希切萬地區和格魯吉亞的贾瓦赫蒂地區。第一次世界大戰之後，時任美國總統伍德羅·威爾遜在色佛爾條約中劃定的亞美尼亞共和國的範圍。按照威爾遜亞美尼亞的範圍，亞美尼亞將擁有黑海的出海口。但後來由於土耳其和亞美尼亞爆發戰爭，土耳其並未簽署色佛爾條約，因此威爾遜亞美尼亞也沒有實際執行。參見威爾遜亞美尼亞。

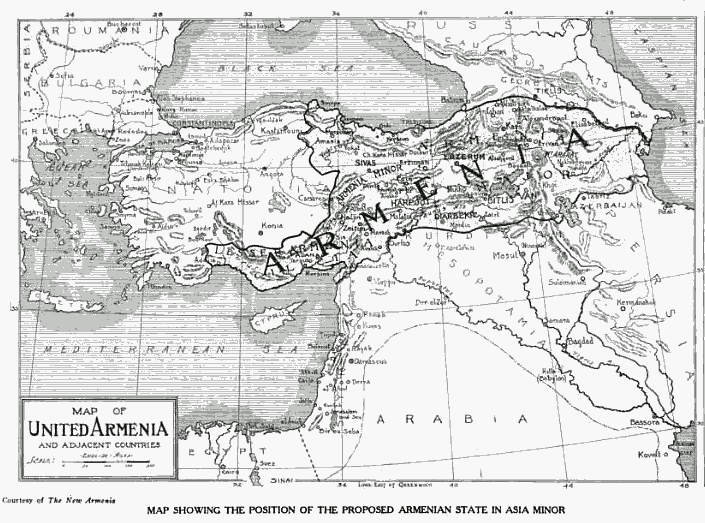
巴黎和會建議的亞美尼亞疆域

威爾遜亞美尼亞

## 備註
1. ↑  亞美尼亞語羅馬化（英语：Romanization of Armenian）：Miatsyal Hayastan